# NGC 387
NGC 387 é uma galáxia elíptica (E) localizada na direcção da constelação de Pisces. Possui uma declinação de +32° 23' 27" e uma ascensão recta de 1 horas, 07 minutos e 33,0 segundos.
A galáxia NGC 387 foi descoberta em 10 de Dezembro de 1873 por Lawrence Parsons.